# لس آلتس
لس آلتس (به اسپانیایی: Los Altos, Burgos) یک شهرستان در اسپانیا است.